# Requejo de Valverde
Requejo de Valverde (llamada oficialmente Santa María de Requeixo de Valverde) es una parroquia y un lugar español del municipio de Allariz, en la provincia de Orense, Galicia.

## Toponimia
La parroquia también es conocida por el nombre de Santa María de Requejo de Valverde.

## Organización territorial
La parroquia está formada por tres entidades de población:
- Paciños
- Requeixo de Valverde
- Valverde

## Demografía

### Parroquia
| Gráfica de evolución demográfica de Requejo de Valverde (parroquia) entre 2000 y 2021 |
|                                                                                       |
| Datos según el nomenclátor publicado por el INE.                                      |

### Lugar
| Gráfica de evolución demográfica de Requeixo de Valverde (lugar) entre 2000 y 2021 |
|                                                                                    |
| Datos según el nomenclátor publicado por el INE.                                   |